# Легка атлетика на Літній універсіаді 1981
Змагання з легкої атлетики на Літній універсіаді 1981 проходили 21-26 липня в Бухаресті на Національному стадіоні.
Програма змагань у Бухаресті зазнала суттєвих змін. Вперше в історії Універсіад чоловіки змагались у двох шосейних дисциплінах — марафонському бігу та спортивній ходьбі на 20 кілометрів. До жіночої програми був повернутий біг на 3000 метрів (вперше представлений у 1975 та не включений до програми змагань у 1977 та 1979), а також були включені три нові дисципліни — біг на 400 метрів з бар'єрами, естафетний біг 4×400 метрів та семиборство, яке прийшло на заміну п'ятиборству.

## Призери

### Чоловіки
| Дисципліни                | Золото                                                                                           | Золото     | Срібло                                                                   | Срібло   | Бронза                                                                               | Бронза   |
| ------------------------- | ------------------------------------------------------------------------------------------------ | ---------- | ------------------------------------------------------------------------ | -------- | ------------------------------------------------------------------------------------ | -------- |
| 100 метрів                | Мел Латтані США                                                                                  | 10,18      | Келвін Сміт США                                                          | 10,26    | Ернест Обенг Гана                                                                    | 10,37    |
| 200 метрів                | Юрій Науменко СРСР                                                                               | 20,79      | Іштван Надь Угорщина                                                     | 20,83    | Жорж Каблан Деньян Кот-д'Івуар                                                       | 20,97    |
| 400 метрів                | Кліфф Вайлі США                                                                                  | 45,18      | Волтер Мак-Кой США                                                       | 45,33    | Жерсон ді Соуза Бразилія                                                             | 45,91    |
| 800 метрів                | Андреас Гаук НДР                                                                                 | 1.50,12    | Сотіріос Муцанас Греція                                                  | 1.50,20  | Павло Трощило СРСР                                                                   | 1.50,26  |
| 1500 метрів               | Саїд Ауїта Марокко                                                                               | 3.38,43 UR | Вінко Покрайчич Югославія                                                | 3.39,83  | Амар Брахмія Алжир                                                                   | 3.39,85  |
| 5000 метрів               | Даг Паділья США                                                                                  | 13.49,95   | Йозеф Ленчеш Чехословаччина                                              | 13.50,34 | Франк Ціммерманн ФРН                                                                 | 13.50,84 |
| 10000 метрів              | Тоомас Турб СРСР                                                                                 | 29.42,83   | Гйорг Марко Румунія                                                      | 29.51,13 | Дейв Мерфі Велика Британія                                                           | 29.51,27 |
| 110 метрів з бар'єрами    | Ларрі Коулінг США                                                                                | 13,65      | Пал Палффі Румунія                                                       | 13,73    | Георгій Шабанов СРСР                                                                 | 13,82    |
| 400 метрів з бар'єрами    | Девід Лі США                                                                                     | 49,05      | Дмитро Шкарупін СРСР                                                     | 49,52    | Антоніу Діас Феррейра Бразилія                                                       | 50,04    |
| 3000 метрів з перешкодами | Джон Грегорек США                                                                                | 8.21,26 UR | Томмі Екблом Фінляндія                                                   | 8.21,93  | Маріано Скартедзіні Італія                                                           | 8.28,03  |
| 4×100 метрів              | СШАМел Латтані Ентоні Кетчум Джейсон Граймс Келвін Сміт                                          | 38,70      | СРСРАндрій Шляпников Микола Сидоров Олександр Аксинін Володимир Муравйов | 38,94    | ФранціяФіліп ле Жонкур Стефан Адам Габріель Бротьє Альдо Канті                       | 39,50    |
| 4×400 метрів              | СРСРОлександр Золотарьов Віталій Федотов Віктор Бураков Віктор Маркін Олександр Курочкін (забіг) | 3.02,75    | СШАДевід Лі Ентоні Кетчум Девід Патрік Волтер Мак-Кой                    | 3.03,01  | БразиліяКацухіко Накая Паулу Роберту Коррея Жерсон ді Соуза Антоніу Еусебіу Феррейра | 3.06,79  |
| Марафон                   | Іван Ковальчук СРСР                                                                              | 2:22.14 UR | Герберт Віллс США                                                        | 2:23.22  | Георге Буруяна Румунія                                                               | 2:24.45  |
| Ходьба 20 кілометрів      | Мауріціо Дамілано Італія                                                                         | 1:26.47 UR | Карло Маттіолі Італія                                                    | 1:28.10  | Ліодор Пескару Румунія                                                               | 1:28.56  |
| Стрибки у висоту          | Лео Вільямс США                                                                                  | 2,25       | Чжу Цзяньхуа КНР                                                         | 2,25     | Герд Нагель ФРН                                                                      | 2,25     |
| Стрибки з жердиною        | Костянтин Волков СРСР                                                                            | 5,75 UR    | Володимир Поляков СРСР                                                   | 5,70     | Філіпп Увйон Франція                                                                 | 5,65     |
| Стрибки в довжину         | Ласло Салма Угорщина                                                                             | 8,23w      | Лю Юйхуан КНР                                                            | 8,11     | Убальдо Дуані Куба                                                                   | 8,10     |
| Потрійний стрибок         | Цзоу Чженьсянь КНР                                                                               | 17,32 UR   | Бела Бакоші Угорщина                                                     | 16,97    | Кіт Коннор Велика Британія                                                           | 16,88    |
| Штовхання ядра            | Майк Картер США                                                                                  | 20,19      | Детлеф Мортаг НДР                                                        | 19,35    | Далібор Вашичек Чехословаччина                                                       | 19,20    |
| Метання диска             | Армін Лемме НДР                                                                                  | 65,90 UR   | Вольфганг Варнемюнде НДР                                                 | 63,54    | Йон Замфіраке Румунія                                                                | 63,40    |
| Метання молота            | Клаус Плогхаус ФРН                                                                               | 77,74 UR   | Юрій Тамм СРСР                                                           | 76,54    | Ігор Нікулін СРСР                                                                    | 75,24    |
| Метання списа             | Дайніс Кула СРСР                                                                                 | 89,52 UR   | Геральд Вайс НДР                                                         | 87,80    | Хейно Пуусте СРСР                                                                    | 87,22    |
| Десятиборство             | Олександр Шабленко СРСР                                                                          | 8055       | Сергій Желанов СРСР                                                      | 8013     | Георг Вертнер Австрія                                                                | 7825     |

### Жінки
| Дисципліни             | Золото                                                             | Золото     | Срібло                                                              | Срібло  | Бронза                                                                    | Бронза  |
| ---------------------- | ------------------------------------------------------------------ | ---------- | ------------------------------------------------------------------- | ------- | ------------------------------------------------------------------------- | ------- |
| 100 метрів             | Беверлі Годдард Велика Британія                                    | 11,35      | Ольга Золотарьова СРСР                                              | 11,51   | Ольга Насонова СРСР                                                       | 11,54   |
| 200 метрів             | Кейті Смоллвуд Велика Британія                                     | 22,78      | Маріса Мазулло Італія                                               | 23,36   | Ірина Назарова СРСР                                                       | 23,45   |
| 400 метрів             | Ірина Баскакова СРСР                                               | 51,45      | Надія Ляліна СРСР                                                   | 51,56   | Софі Мальбранк Франція                                                    | 52,52   |
| 800 метрів             | Дойна Мелінте Румунія                                              | 1.57,81    | Габріелла Доріо Італія                                              | 1.58,99 | Тудоріта Морутан Румунія                                                  | 1.59,30 |
| 1500 метрів            | Габріелла Доріо Італія                                             | 4.05,35 UR | Дойна Мелінте Румунія                                               | 4.05,74 | Ольга Двірна СРСР                                                         | 4.06,39 |
| 3000 метрів            | Бреда Пергар Югославія                                             | 8.53,78 UR | Валентина Ільїних СРСР                                              | 8.54,23 | Марія Раду Румунія                                                        | 8.58,58 |
| 100 метрів з бар'єрами | Стефані Гайтауер США                                               | 13,03      | Марія Кеменчежі СРСР                                                | 13,13   | Ельжбета Рабштин Польща                                                   | 13,31   |
| 400 метрів з бар'єрами | Анна Костецька СРСР                                                | 55,52 UR   | Біргіт Зоннтаг НДР                                                  | 55,90   | Тетяна Зубова СРСР                                                        | 57,07   |
| 4×100 метрів           | СШАМішель Гловер Керол Льюїс Джекі Вашингтон Беніта Фітцджеральд   | 43,66      | Велика БританіяІветт Рей Кейті Смоллвуд Сью Герншоу Беверлі Годдард | 43,86   | ІталіяАнтонелла Капріотті Карла Меркуріо Патріція Ломбардо Маріса Мазулло | 44,43   |
| 4×400 метрів           | СРСРАнна Костецька Ірина Баскакова Наталія Альошина Ірина Назарова | 3.26,65    | СШАКелія Болтон Ліенн Воррен Робін Кемпбелл Деліза Волтон-Флойд     | 3.29,50 | РумуніяСтелута Вінтіла Стела Маня Іболья Короді Елена Терице              | 3.30,47 |
| Стрибки у висоту       | Сара Сімеоні Італія                                                | 1,96 UR    | Людмила Андонова Болгарія                                           | 1,94    | Тамара Бикова СРСР                                                        | 1,94    |
| Стрибки в довжину      | Тетяна Колпакова СРСР                                              | 6,83       | Анішоара Кушмір Румунія                                             | 6,77    | Валі Йонеску Румунія                                                      | 6,61    |
| Штовхання ядра         | Гельма Кноршайдт НДР                                               | 20,24      | Інес Мюллер НДР                                                     | 19,66   | Людмила Савіна СРСР                                                       | 18,50   |
| Метання диска          | Флоренца Кречунеску Румунія                                        | 67,48 UR   | Петра Сігауд НДР                                                    | 64,14   | Мар'яна Йонеску Румунія                                                   | 61,84   |
| Метання списа          | Петра Фельке НДР                                                   | 65,20      | Карін Сміт США                                                      | 64,12   | Майра Віла Куба                                                           | 63,88   |
| Семиборство            | Малгожата Гусовська Польща                                         | 6198       | Надія Мироманова СРСР                                               | 6133    | Коріна Тіфря Румунія                                                      | 6033    |

## Медальний залік
| Місце               | Країна              | Золото | Срібло | Бронза | Загалом |
| ------------------- | ------------------- | ------ | ------ | ------ | ------- |
| 1                   | СРСР                | 11     | 10     | 11     | 32      |
| 2                   | США                 | 11     | 6      | 0      | 17      |
| 3                   | НДР                 | 4      | 5      | 0      | 9       |
| 4                   | Італія              | 3      | 3      | 2      | 8       |
| 5                   | Румунія             | 2      | 4      | 9      | 15      |
| 6                   | Велика Британія     | 2      | 1      | 2      | 5       |
| 7                   | Югославія           | 1      | 2      | 0      | 3       |
| 7                   | КНР                 | 1      | 2      | 0      | 3       |
| 7                   | Угорщина            | 1      | 2      | 0      | 3       |
| 10                  | ФРН                 | 1      | 0      | 2      | 3       |
| 11                  | Польща              | 1      | 0      | 1      | 2       |
| 12                  | Марокко             | 1      | 0      | 0      | 1       |
| 13                  | Болгарія            | 0      | 1      | 0      | 1       |
| 13                  | Греція              | 0      | 1      | 0      | 1       |
| 13                  | Фінляндія           | 0      | 1      | 0      | 1       |
| 13                  | Чехословаччина      | 0      | 1      | 0      | 1       |
| 17                  | Бразилія            | 0      | 0      | 3      | 3       |
| 17                  | Франція             | 0      | 0      | 3      | 3       |
| 19                  | Куба                | 0      | 0      | 2      | 2       |
| 20                  | Австрія             | 0      | 0      | 1      | 1       |
| 20                  | Алжир               | 0      | 0      | 1      | 1       |
| 20                  | Гана                | 0      | 0      | 1      | 1       |
| 20                  | Кот-д'Івуар         | 0      | 0      | 1      | 1       |
| Загалом (23 збірні) | Загалом (23 збірні) | 39     | 39     | 39     | 117     |

## Виступ українців
| Чоловіки (8) | Чоловіки (8)       | Чоловіки (8)  | Чоловіки (8)           |
| Місце        | Атлет              | Дисципліна    | Результат              |
| ------------ | ------------------ | ------------- | ---------------------- |
| 1            | Іван Ковальчук     | марафон       | 2:22.14                |
| 1            | Олександр Шабленко | десятиборство | 8055                   |
| 2            | Юрій Тамм          | молот         | 76,54                  |
|              | Микола Васильєв    | 400 м з/б     | 50,11                  |
|              | Дмитро Ковцун      | диск          | 61,92                  |
|              | Олексій Дем'янюк   | висота        | 2,18                   |
|              | Віктор Бураков     | 400 м         | 46,57 (46,55)[a]       |
|              | Володимир Шестеров | 5000 м        | 13.57,88 (13.54,59)[a] |

| Жінки (3) | Жінки (3)     | Жінки (3)  | Жінки (3) |
| Місце     | Атлетка       | Дисципліна | Результат |
| --------- | ------------- | ---------- | --------- |
| 3         | Тетяна Зубова | 400 м з/б  | 57,07     |
|           | Ірина Паленко | довжина    | 6,48      |
| ф         | Раїса Махова  | 4×100 м    | DQ        |

a  У дужках вказаний кращий результат, показаний у попередньому забігу або у кваліфікації.